# Alberto Entrerríos
Alberto Entrerríos Rodríguez (født 7. november 1976 i Gijón, Spanien) er en spansk håndboldspiller, der til dagligt spiller for den spanske ligaklub BM Ciudad Real. Han har tidligere spillet for de andre spanske klubber Ademar León og FC Barcelona. I 2008 vandt han Champions League med Ciudad Real.

## Landshold
Entrerríos var en del af det spanske landshold, der blev verdensmestre i 2005 efter finalesejr over Kroatien. 